# Dwars door Vlaanderen 2007
La Dwars door Vlaanderen 2007, sessantaduesima edizione della corsa, valida come evento dell'UCI Europe Tour 2007 categoria 1.1, si svolse il 28 marzo 2007 su un percorso di 200 km. Fu vinta dal belga Tom Boonen, che giunse al traguardo in 4h45'22" alla media di 41,812.
Furono 130 i ciclisti in totale che tagliarono il traguardo.

## Ordine d'arrivo (Top 10)
| Pos. | Corridore       | Squadra         | Tempo    |
| ---- | --------------- | --------------- | -------- |
| 1    | Tom Boonen      | Quick Step      | 4h45'22" |
| 2    | Nico Eeckhout   | Ch. Jacques     | s.t.     |
| 3    | Stuart O'Grady  | CSC             | s.t.     |
| 4    | Mathew Hayman   | Rabobank        | s.t.     |
| 5    | David Kopp      | Gerolsteiner    | s.t.     |
| 6    | Tomas Vaitkus   | Discovery Ch.   | s.t.     |
| 7    | William Bonnet  | Crédit Agricole | s.t.     |
| 8    | Wouter Weylandt | Quick Step      | s.t.     |
| 9    | Lars Michaelsen | CSC             | s.t.     |
| 10   | Murilo Fischer  | Liquigas        | s.t.     |